# Érika de Souza
Érika Cristina de Souza (Rio de Janeiro, 9 de março de 1982) é uma jogadora de basquetebol brasileira. Jogando na posição de pivô.

## Carreira

### Clubes
Foi campeã da WNBA em 2002 pelo Los Angeles Sparks, e voltou para a liga norte-americana em 2007, ficando um ano no Connecticut Sun, e sete no Atlanta Dream (onde foi vice-campeã da liga três vezes), antes de ir para o Chicago Sky em 2015.
Em 2013 na sua volta ao Brasil , Érika foi campeã da Liga de Basquete Feminino de 2013 pelo Sport Club do Recife , sendo eleita a melhor reboteira da competição.

## Seleção
Érika foi vice-campeã mundial sub-21 na Croácia em 2003 e integrou a seleção nacional nos Jogos Olímpicos de Atenas de 2004 e nos Campeonatos Mundiais de Basquete de 2002 e 2006.
Em 2011, Érika foi eleita MVP da Copa América de Basquetebol de 2011, torneio classificatório para as Olimpíadas de Londres em 2012
Em 2019, foi campeã do Pan Americano de Lima, após uma vitória sobre a seleção dos EUA, conquistando o ouro novamente após 28 anos.